# Кошті-Ґірчак
Кошті-Ґірчак (перс. كشتي گيرچاك) — село в Ірані, у дегестані Дейламан, у бахші Дейламан, шагрестані Сіяхкаль остану Ґілян. За даними перепису 2006 року, його населення становило 178 осіб, що проживали у складі 47 сімей.

## Клімат
Середня річна температура становить 9,54 °C, середня максимальна – 25,09 °C, а середня мінімальна – -7,66 °C. Середня річна кількість опадів – 375 мм.
| Клімат поселення                              | Клімат поселення | Клімат поселення | Клімат поселення | Клімат поселення | Клімат поселення | Клімат поселення | Клімат поселення | Клімат поселення | Клімат поселення | Клімат поселення | Клімат поселення | Клімат поселення | Клімат поселення |
| Показник                                      | Січ.             | Лют.             | Бер.             | Квіт.            | Трав.            | Черв.            | Лип.             | Серп.            | Вер.             | Жовт.            | Лист.            | Груд.            |                  |
| Середній максимум, °C                         | 3,88             | 4,39             | 7,20             | 13,57            | 18,95            | 23,28            | 25,09            | 24,90            | 21,14            | 18,00            | 11,25            | 5,48             |                  |
| Середня температура, °C                       | −1,89            | −1,38            | 1,44             | 7,80             | 13,18            | 17,53            | 20,42            | 20,23            | 16,47            | 13,32            | 6,58             | 0,81             |                  |
| Середній мінімум, °C                          | −7,66            | −7,15            | −4,31            | 2,04             | 7,42             | 11,76            | 15,75            | 15,54            | 11,79            | 8,64             | 1,90             | −3,87            |                  |
| Норма опадів, мм                              | 33               | 36               | 60               | 49               | 37               | 12               | 12               | 10               | 14               | 31               | 38               | 43               |                  |
| Середньомісячна швидкість вітру, м/с          | 2.00             | 2.45             | 2.64             | 3.04             | 2.44             | 2.22             | 2.11             | 1.99             | 1.86             | 1.82             | 2.20             | 1.92             |                  |
| Середньомісячна сонячна радіація, кДж/м²·день | 7710             | 10127            | 12591            | 16753            | 20674            | 23444            | 23311            | 20401            | 17327            | 12575            | 9320             | 7342             |                  |
| --------------------------------------------- | ---------------- | ---------------- | ---------------- | ---------------- | ---------------- | ---------------- | ---------------- | ---------------- | ---------------- | ---------------- | ---------------- | ---------------- | ---------------- |
| Джерело:                                      |                  |                  |                  |                  |                  |                  |                  |                  |                  |                  |                  |                  |                  |